# 留坝厅
留坝厅是清朝设置的散厅，其本為凤县地。乾隆三十一年（1765年）建制，其治所在今陕西省留坝县东南，属汉中府管轄。該廳有考语冲、繁、难。嘉庆十三年（1808年）移治今留坝县。辛亥革命后，全国废府州厅改县，于1913年改为留坝县。